# Roland Clara

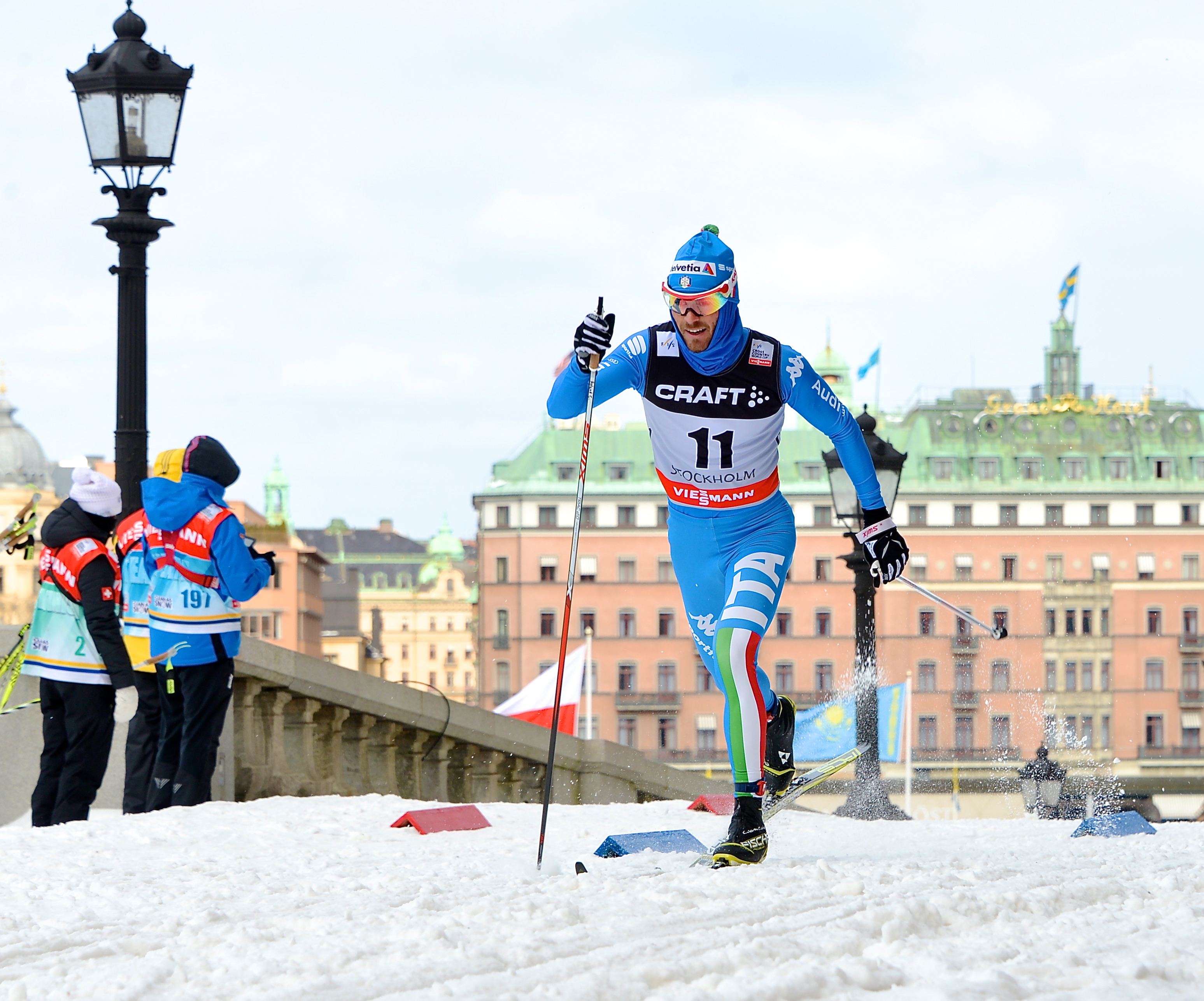
Roland Clara på Royal Palace Sprint, i Stockholm den 20 mars 2013.

Roland Clara, född 8 mars 1983 i Brunico, är en före detta längdskidåkare från Italien. Hans första världscupstart var den 6 mars 2005 i Lahtis, Finland. Han är heltidsanställd idrottsman i statlig tjänst, anställd vid det italienska tullpolisen, Guardia di Finanza. 
Clara har en tredjeplats som bästa individuella placering i världscupen. Det var den 19 november 2011 i Sjusjøen, Norge.